# Избори за предсједника Црне Горе 1992.
Избори за предсједника Републике Црне Горе 1992. одржани су у два круга 20. децембра 1992. и 10. јануара 1993.
Уследили су пошто је Уставом Црне Горе из 1992. уведена функција председника Републике.
На изборима је учествовало осам кандидата. Избори су исходили победу Момира Булатовића из Демократске партије социјалиста.

## Резултати
Први круг
| Кандидати           | Предлагач                                        | Гласови | %    |
| ------------------- | ------------------------------------------------ | ------- | ---- |
| Момир Булатовић     | Демократска партија социјалиста Црне Горе        | 123,183 | 42,8 |
| Бранко Костић       | група грађана                                    | 68,296  | 23,7 |
| Славко Перовић      | Либерални савез Црне Горе                        | 52,736  | 18,3 |
| Новак Килибарда     | Народна странка                                  | 25,979  | 9,0  |
| Драган Хајдуковић   | група грађана                                    | 10,270  | 3,6  |
| Слободан Вујошевић  | Демократска странка (Црна Гора)                  | 2,770   | 1,0  |
| Веселин Калуђеровић | група грађана                                    | 1,606   | 0,6  |
| Предраг Поповић     | Демохришћанска православна странка               | 1,419   | 0,5  |
| Живојин Радовић     | Српска народна обнова за Црну Гору и Херцеговину | 1,399   | 0,5  |
| Укупно              |                                                  | 287,658 | 100  |

Други круг
| Кандидати       | Предлагач                                 | %    |
| --------------- | ----------------------------------------- | ---- |
| Момир Булатовић | Демократска партија социјалиста Црне Горе | 63,3 |
| Бранко Костић   | група грађана                             | 36,7 |